# Coupe du monde d'escalade de 2012
Navigation
23e édition 25e édition
La coupe du monde d'escalade 2012 est la 24e édition de la coupe du monde d'escalade. Elle s'est tenue du 13 avril au 18 novembre 2012. Elle comporte neuf épreuves de difficulté, six de bloc et six de vitesse. La coupe du monde de difficulté est remportée par Sachi Amma et Mina Markovic, la coupe de bloc est remportée par Rustam Gelmanov et par Anna Stöhr et la coupe de vitesse est remportée par Stanislav Kokorin et par Alina Gaydamakina.

## Classement général
| Catégories | Or                    | Or         | Argent                   | Argent     | Bronze            | Bronze     |
| ---------- | --------------------- | ---------- | ------------------------ | ---------- | ----------------- | ---------- |
| Difficulté | Sachi Amma            | 600 points | Ramón Julián Puigblanque | 568 points | Jakob Schubert    | 538 points |
| Difficulté | Mina Markovic (2)     | 675 points | Jain Kim                 | 617 points | Johanna Ernst     | 522 points |
| Bloc       | Rustam Gelmanov       | 400 points | Kilian Fischhuber        | 354 points | Jakob Schubert    | 318 points |
| Bloc       | Anna Stöhr (3)        | 425 points | Akiyo Noguchi            | 394 points | Shauna Coxsey     | 350 points |
| Vitesse    | Stanislav Kokorin (2) | 361 points | Danylo Boldyrev          | 314 points | Yaroslav Gontaryk | 301 points |
| Vitesse    | Alina Gaidamakina     | 396 points | Yuliya Levochkina        | 345 points | Mariia Krasavina  | 319 points |
| Combiné    | Jakob Schubert (2)    | 737 points | Sean McColl              | 681 points | Sachi Amma        | 499 points |
| Combiné    | Mina Markovic (2)     | 764 points | Jain Kim                 | 631 points | Akiyo Noguchi     | 590 points |

## Étapes
| Dates                               | Lieu         | Difficulté | Bloc     | Vitesse  |
| ----------------------------------- | ------------ | ---------- | -------- | -------- |
| 13 avril 2012-14 avril 2012         | Chongqing    | -          | X        | X        |
| 21 avril 2012-22 avril 2012         | Log-Dragomer | -          | X        | -        |
| 27 avril 2012-28 avril 2012         | Vienne       | -          | X        | -        |
| 18 mai 2012-19 mai 2012             | Innsbruck    | -          | X        | -        |
| 1er juin 2012-2 juin 2012           | Vail         | -          | X        | -        |
| 12 juillet 2012-13 juillet 2012     | Chamonix     | X          | -        | X        |
| 20 juillet 2012-21 juillet 2012     | Briançon     | X          | -        | -        |
| 28 juillet 2012-29 juillet 2012     | Val Daone    | -          | -        | X        |
| 10 août 2012-11 août 2012           | Imst         | X          | -        | -        |
| 25 août 2012-26 août 2012           | Munich       | -          | X        | -        |
| 1er septembre 2012-2 septembre 2012 | Arco         | -          | -        | X        |
| 21 septembre 2012-22 septembre 2012 | Puurs        | X          | -        | -        |
| 29 septembre 2012-30 septembre 2012 | Atlanta      | X          | -        | -        |
| 12 octobre 2012-13 octobre 2012     | Xining       | X          | -        | X        |
| 20 octobre 2012-21 octobre 2012     | Mokpo        | X          | -        | X        |
| 27 octobre 2012-28 octobre 2012     | Inzai        | X          | -        | -        |
| 17 novembre 2012-18 novembre 2012   | Kranj        | X          | -        | -        |
| Total : 17 étapes                   |              | 9 étapes   | 6 étapes | 6 étapes |

## Podiums des étapes

### Difficulté

#### Hommes
| Étapes       | Lieu                 | Or                            | Argent                   | Bronze            |
| ------------ | -------------------- | ----------------------------- | ------------------------ | ----------------- |
| 12 juillet   | Chamonix (France)    | Sachi Amma                    | Ramón Julián Puigblanque | Sean McColl       |
| 20 juillet   | Briançon (France)    | Sachi Amma (2)                | Sean McColl              | Jakob Schubert    |
| 10 août      | Imst (Autriche)      | Jorg Verhoeven (4)            | Jakob Schubert           | Sachi Amma        |
| 21 septembre | Puurs (Belgique)     | Ramón Julián Puigblanque (16) | Cédric Lachat            | Romain Desgranges |
| 29 septembre | Atlanta (États-Unis) | Ramón Julián Puigblanque (17) | Jakob Schubert           | Romain Desgranges |
| 12 octobre   | Xining (Chine)       | Sean McColl (2)               | Jorg Verhoeven           | Stefano Ghisolfi  |
| 20 octobre   | Mokpo (Corée Du Sud) | Hyunbin Min                   | Sachi Amma               | Sean McColl       |
| 27 octobre   | Inzai (Japon)        | Ramón Julián Puigblanque (18) | Jakob Schubert           | Sachi Amma        |
| 17 novembre  | Kranj (Slovénie)     | Jakob Schubert (10)           | Sachi Amma               | Magnus Midtboe    |

#### Femmes
| Étapes       | Lieu                 | Or                 | Argent        | Bronze               |
| ------------ | -------------------- | ------------------ | ------------- | -------------------- |
| 12 juillet   | Chamonix (France)    | Mina Markovic (8)  | Jain Kim      | Momoka Oda           |
| 20 juillet   | Briançon (France)    | Hélène Janicot     | Johanna Ernst | Charlotte Durif      |
| 10 août      | Imst (Autriche)      | Momoka Oda         | Mina Markovic | Johanna Ernst        |
| 21 septembre | Puurs (Belgique)     | Jain Kim (12)      | Johanna Ernst | Magdalena Röck       |
| 29 septembre | Atlanta (États-Unis) | Jain Kim (13)      | Mina Markovic | Maja Vidmar          |
| 12 octobre   | Xining (Chine)       | Johanna Ernst (9)  | Mina Markovic | Jain Kim             |
| 20 octobre   | Mokpo (Corée Du Sud) | Jain Kim (14)      | Mina Markovic | Dinara Fakhritdinova |
| 27 octobre   | Inzai (Japon)        | Mina Markovic (9)  | Jain Kim      | Maja Vidmar          |
| 17 novembre  | Kranj (Slovénie)     | Mina Markovic (10) | Momoka Oda    | Maja Vidmar          |

### Bloc

#### Hommes
| Étapes   | Lieu                    | Or                        | Argent                   | Bronze            |
| -------- | ----------------------- | ------------------------- | ------------------------ | ----------------- |
| 13 avril | Chongqing (Chine)       | Jakob Schubert            | Guillaume Glairon Mondet | Rustam Gelmanov   |
| 21 avril | Log-Dragomer (Slovénie) | Rustam Gelmanov (3)       | Kilian Fischhuber        | Thomas Tauporn    |
| 27 avril | Vienne (Autriche)       | Rustam Gelmanov (4)       | Dmitrii Sharafutdinov    | Kilian Fischhuber |
| 18 mai   | Innsbruck (Autriche)    | Kilian Fischhuber (17)    | Rustam Gelmanov          | Sean McColl       |
| 1er juin | Vail (États-Unis)       | Kilian Fischhuber (18)    | Sean McColl              | Jan Hojer         |
| 25 août  | Munich (Allemagne)      | Dmitrii Sharafutdinov (8) | Sean McColl              | Jakob Schubert    |

#### Femmes
| Étapes   | Lieu                    | Or                 | Argent        | Bronze          |
| -------- | ----------------------- | ------------------ | ------------- | --------------- |
| 13 avril | Chongqing (Chine)       | Akiyo Noguchi (11) | Anna Stöhr    | Jain Kim        |
| 21 avril | Log-Dragomer (Slovénie) | Mina Markovic (2)  | Shauna Coxsey | Anna Stöhr      |
| 27 avril | Vienne (Autriche)       | Akiyo Noguchi (12) | Mina Markovic | Alex Puccio     |
| 18 mai   | Innsbruck (Autriche)    | Anna Stöhr (12)    | Shauna Coxsey | Mélissa Le Nevé |
| 1er juin | Vail (États-Unis)       | Anna Stöhr (13)    | Shauna Coxsey | Juliane Wurm    |
| 25 août  | Munich (Allemagne)      | Akiyo Noguchi (13) | Anna Stöhr    | Juliane Wurm    |

### Vitesse

#### Hommes
| Étapes        | Lieu                 | Or                    | Argent                 | Bronze               |
| ------------- | -------------------- | --------------------- | ---------------------- | -------------------- |
| 13 avril      | Chongqing (Chine)    | Dmitrii Timofeev      | Libor Hroza            | QiXin Zhong          |
| 12 juillet    | Chamonix (France)    | Stanislav Kokorin (4) | Danyil Boldyrev        | Yaroslav Gontaryk    |
| 28 juillet    | Val Daone (Italie)   | Yaroslav Gontaryk     | Evgenii Vaitsekhovskii | Sergei Sinitcyn      |
| 1er septembre | Arco (Italie)        | Leonardo Gontero      | Sergei Sinitcyn        | Libor Hroza          |
| 12 octobre    | Xining (Chine)       | Stanislav Kokorin (5) | Evgenii Vaitsekhovskii | Sergueï Abdrakhmanov |
| 20 octobre    | Mokpo (Corée du Sud) | Danyil Boldyrev       | Arsenii Shevchenko     | Yaroslav Gontaryk    |

#### Femmes
| Étapes        | Lieu                 | Or                    | Argent            | Bronze            |
| ------------- | -------------------- | --------------------- | ----------------- | ----------------- |
| 13 avril      | Chongqing (Chine)    | Alina Gaidamakina (3) | Mariia Krasavina  | Natalia Titova    |
| 12 juillet    | Chamonix (France)    | Aleksandra Rudzinska  | Alina Gaidamakina | Natalia Titova    |
| 28 juillet    | Val Daone (Italie)   | Edyta Ropek (8)       | Klaudia Buczek    | Alina Gaidamakina |
| 1er septembre | Arco (Italie)        | Alina Gaidamakina (4) | Yuliya Levochkina | Natalia Titova    |
| 12 octobre    | Xining (Chine)       | Esther Bruckner       | Edyta Ropek       | Mariia Krasavina  |
| 20 octobre    | Mokpo (Corée du Sud) | Yuliya Levochkina (4) | Mariia Krasavina  | Esther Bruckner   |

## Classements

### Général
| Rang      | Nom            | Points |
| --------- | -------------- | ------ |
| Vainqueur | Jakob Schubert | 737    |
| 2e        | Sean McColl    | 681    |
| 3e        | Sachi Amma     | 499    |
| 4e        | Jorg Verhoeven | 451    |
| 5e        | Thomas Tauporn | 256    |
| 6e        | Mario Lechner  | 250    |
| 7e        | Klemen Becan   | 166    |
| 8e        | Qixin Zhong    | 138    |
| 9e        | Cédric Lachat  | 134    |
| 10e       | Jabee Kim      | 113    |

| Rang      | Nom                  | Points |
| --------- | -------------------- | ------ |
| Vainqueur | Mina Markovic        | 764    |
| 2e        | Jain Kim             | 631    |
| 3e        | Akiyo Noguchi        | 590    |
| 4e        | Momoka Oda           | 540    |
| 5e        | Maja Vidmar          | 292    |
| 6e        | Dinara Fakhritdinova | 332    |
| 7e        | Katharina Posch      | 228    |
| 8e        | Katharina Saurwein   | 188    |
| 9e        | Barbara Bacher       | 130    |
| 10e       | Jenny Lavarda        | 129    |

### Difficulté
| Place | Grimpeur                 | Étape de coupe du monde | Étape de coupe du monde | Étape de coupe du monde | Étape de coupe du monde | Étape de coupe du monde | Étape de coupe du monde | Étape de coupe du monde | Étape de coupe du monde | Étape de coupe du monde | Total de points |
| Place | Grimpeur                 | [ 3 ]                   | [ 4 ]                   | [ 5 ]                   | [ 6 ]                   | [ 7 ]                   | [ 8 ]                   | [ 9 ]                   | [ 10 ]                  | [ 11 ]                  | Total de points |
| ----- | ------------------------ | ----------------------- | ----------------------- | ----------------------- | ----------------------- | ----------------------- | ----------------------- | ----------------------- | ----------------------- | ----------------------- | --------------- |
| 1er   | Sachi Amma               | 100 (1er)               | 100 (1er)               | 65 (3e)                 | 55 (4e)                 | 55 (4e)                 | -                       | 80 (2e)                 | 65 (3e)                 | 80 (2e)                 | 600             |
| 2e    | Ramón Julián Puigblanque | 80 (2e)                 | 43 (7e)                 | 51 (5e)                 | 100 (1er)               | 100 (1er)               | 14 (19e)                | 51 (5e)                 | 100 (1er)               | 73 (7e)                 | 568             |
| 3e    | Jakob Schubert           | 31 (11e)                | 65 (3e)                 | 80 (2e)                 | -                       | 80 (2e)                 | 55 (4e)                 | 47 (6e)                 | 80 (2e)                 | 100 (1er)               | 538             |
| 4e    | Sean McColl              | 65 (3e)                 | 80 (2e)                 | -                       | 51 (5e)                 | 43 (7e)                 | 100 (1er)               | 65 (3e)                 | 43 (7e)                 | 28 (12e)                | 475             |
| 5e    | Romain Desgranges        | 40 (8e)                 | 51 (5e)                 | 43 (7e)                 | 65 (3e)                 | 65 (3e)                 | 51 (5e)                 | 34 (10e)                | 40 (8e)                 | 47 (6e)                 | 402             |
| 6e    | Jorg Verhoeven           | -                       | -                       | 100 (1er)               | 47 (6e)                 | 51 (5e)                 | 80 (2e)                 | 26 (13e)                | 31 (11e)                | 55 (4e)                 | 390             |
| 7e    | Magnus Mitboe            | 51 (5e)                 | 55 (4e)                 | 55 (4e)                 | 40 (8e)                 | 29 (11e)                | -                       | 43 (7e)                 | 51 (5e)                 | 65 (3e)                 | 389             |
| 8e    | Hyunbin Min              | 37 (9e)                 | 40 (8e)                 | 34 (10e)                | 22 (15e)                | 18 (17e)                | 47 (6e)                 | 100 (1er)               | 47 (6e)                 | 40 (8e)                 | 367             |
| 9e    | Mario Lechner            | 24 (14e)                | 28 (12e)                | 9 (21e)                 | 43 (7e)                 | 47 (6e)                 | 43 (7e)                 | 24 (14e)                | 55 (4e)                 | 14 (19e)                | 278             |
| 10e   | Stefano Ghisolfi         | 26 (13e)                | 47 (6e)                 | 28 (12e)                | 31 (11e)                | -                       | 65 (3e)                 | 40 (8e)                 | 18 (17e)                | 22 (15e)                | 277             |

| - Vainqueur - 2e place - 3e place | - Finaliste - Demi-finaliste - Classé, dans les points | - Classé, hors des points - Disqualifié (Dq.) - N'a pas participé ( - ) |

| Place | Grimpeur             | Étape de coupe du monde | Étape de coupe du monde | Étape de coupe du monde | Étape de coupe du monde | Étape de coupe du monde | Étape de coupe du monde | Étape de coupe du monde | Étape de coupe du monde | Étape de coupe du monde | Total de points |
| Place | Grimpeur             | [ 12 ]                  | [ 13 ]                  | [ 14 ]                  | [ 15 ]                  | [ 16 ]                  | [ 17 ]                  | [ 18 ]                  | [ 19 ]                  | [ 20 ]                  | Total de points |
| ----- | -------------------- | ----------------------- | ----------------------- | ----------------------- | ----------------------- | ----------------------- | ----------------------- | ----------------------- | ----------------------- | ----------------------- | --------------- |
| 1re   | Mina Markovic        | 100 (1re)               | 55 (4e)                 | 80 (2e)                 | 55 (4e)                 | 80 (2e)                 | 80 (2e)                 | 80 (2e)                 | 100 (1re)               | 100 (1re)               | 675             |
| 2e    | Jain Kim             | 80 (2e)                 | 35 (9e)                 | 37 (9e)                 | 100 (1er)               | 100 (1er)               | 65 (3e)                 | 100 (1er)               | 80 (2e)                 | 55 (4e)                 | 617             |
| 3e    | Johanna Ernst        | 35 (9e)                 | 80 (2e)                 | 65 (3e)                 | 80 (2e)                 | 55 (4e)                 | 100 (1er)               | 40 (8e)                 | 55 (4e)                 | 47 (6e)                 | 522             |
| 4e    | Momoka Oda           | 65 (3e)                 | 51 (5e)                 | 100 (1re)               | 28 (12e)                | -                       | -                       | 55 (4e)                 | 51 (5e)                 | 80 (2e)                 | 430             |
| 5e    | Hélène Janicot       | 55 (4e)                 | 100 (1re)               | 47 (6e)                 | 51 (5e)                 | 47 (6e)                 | 51 (5e)                 | 37 (9e)                 | 34 (10e)                | 28 (12e)                | 422             |
| 6e    | Charlotte Durif      | 27 (12e)                | 65 (3e)                 | 51 (5e)                 | 40 (8e)                 | 31 (11e)                | 43 (7e)                 | 34 (10e)                | 40 (8e)                 | 34 (10e)                | 338             |
| 7e    | Dinara Fakhritdinova | 27 (12e)                | 35 (9e)                 | -                       | 37 (9e)                 | 43 (7e)                 | 37 (9e)                 | 65 (3e)                 | 43 (7e)                 | 37 (9e)                 | 287             |
| 8e    | Magdalena Röck       | 51 (5e)                 | 28 (12e)                | 24 (14e)                | 65 (3e)                 | 26 (13e)                | 55 (4e)                 | 43 (7e)                 | 31 (11e)                | 24 (14e)                | 323             |
| 8e    | Evgenia Malamid      | 43 (7e)                 | 24 (14e)                | 55 (4e)                 | 43 (7e)                 | 28 (12e)                | 40 (8e)                 | 31 (11e)                | 37 (9e)                 | 43 (7e)                 | 320             |
| 10e   | Katharina Posch      | 31 (11e)                | 40 (8e)                 | 28 (11e)                | 34 (10e)                | 51 (5e)                 | 47 (6e)                 | 26 (13e)                | 28 (12e)                | 31 (11e)                | 290             |

| - Vainqueur - 2e place - 3e place | - Finaliste - Demi-finaliste - Classé, dans les points | - Classé, hors des points - Disqualifié (Dq.) - N'a pas participé ( - ) |

### Bloc
| Place | Grimpeur                 | Étape de coupe du monde | Étape de coupe du monde | Étape de coupe du monde | Étape de coupe du monde | Étape de coupe du monde | Étape de coupe du monde | Total de points |
| Place | Grimpeur                 | [ 21 ]                  | [ 22 ]                  | [ 23 ]                  | [ 24 ]                  | [ 25 ]                  | [ 26 ]                  | Total de points |
| ----- | ------------------------ | ----------------------- | ----------------------- | ----------------------- | ----------------------- | ----------------------- | ----------------------- | --------------- |
| 1er   | Rustam Gelmanov          | 65 (3e)                 | 100 (1er)               | 100 (1er)               | 80 (2e)                 | -                       | 55 (4e)                 | 400             |
| 2e    | Kilian Fischhuber        | -                       | 80 (2e)                 | 65 (3e)                 | 100 (1er)               | 100 (1er)               | 9 (21e)                 | 354             |
| 3e    | Jakob Schubert           | 100 (1er)               | 47 (6e)                 | 7 (24e)                 | 55 (4e)                 | 51 (5e)                 | 65 (3e)                 | 318             |
| 4e    | Dmitry Sharafutdinov     | 26 (13e)                | 55 (4e)                 | 80 (2e)                 | 43 (7e)                 | -                       | 100 (1er)               | 304             |
| 5e    | Sean McColl              | -                       | 22 (15e)                | 34 (10e)                | 65 (3e)                 | 80 (2e)                 | 80 (2e)                 | 281             |
| 6e    | Guillaume Glairon Mondet | 80 (2e)                 | 51 (5e)                 | 25 (13e)                | 34 (10e)                | 55 (4e)                 | 41 (7e)                 | 261             |
| 7e    | Rei Sugimoto             | 31 (11e)                | 20 (16e)                | 55 (4e)                 | 18 (17e)                | 47 (6e)                 | 51 (5e)                 | 204             |
| 8e    | Thomas Caleyron          | 43 (7e)                 | 40 (8e)                 | 51 (5e)                 | -                       | -                       | 24 (14e)                | 158             |
| 9e    | Jonas Baumann            | 40 (8e)                 | 3 (28e)                 | 37 (9e)                 | 31 (11e)                | 0 (32e)                 | 34 (10e)                | 140             |
| 10e   | Jernej Kruder            | 24 (14e)                | 28 (12e)                | 28 (12e)                | 10 (21e)                | 6 (25e)                 | 37 (9e)                 | 126             |

| - Vainqueur - 2e place - 3e place | - Finaliste - Demi-finaliste - Classé, dans les points | - Classé, hors des points - Disqualifié (Dq.) - N'a pas participé ( - ) |

| Place | Grimpeur        | Étape de coupe du monde | Étape de coupe du monde | Étape de coupe du monde | Étape de coupe du monde | Étape de coupe du monde | Étape de coupe du monde | Total de points |
| Place | Grimpeur        | [ 27 ]                  | [ 28 ]                  | [ 29 ]                  | [ 30 ]                  | [ 31 ]                  | [ 32 ]                  | Total de points |
| ----- | --------------- | ----------------------- | ----------------------- | ----------------------- | ----------------------- | ----------------------- | ----------------------- | --------------- |
| 1re   | Anna Stöhr      | 80 (2e)                 | 65 (3e)                 | 51 (5e)                 | 100 (1re)               | 100 (1re)               | 80 (2e)                 | 425             |
| 2e    | Akiyo Noguchi   | 100 (1re)               | 51 (5e)                 | 100 (1re)               | 43 (7e)                 | 31 (11e)                | 100 (1re)               | 394             |
| 3e    | Shauna Coxsey   | 55 (4e)                 | 80 (2e)                 | 55 (4e)                 | 80 (2e)                 | 80 (2e)                 | -                       | 350             |
| 4e    | Mina Markovic   | 47 (6e)                 | 100 (1re)               | 80 (2e)                 | 28 (12e)                | 37 (9e)                 | 40 (8e)                 | 304             |
| 5e    | Alex Puccio     | 40 (8e)                 | 20 (16e)                | 65 (3e)                 | 55 (4e)                 | 51 (5e)                 | 34 (10e)                | 245             |
| 6e    | Mélissa Le Nevé | 24 (14e)                | 47 (6e)                 | 31 (11e)                | 65 (3e)                 | 40 (8e)                 | 55 (4e)                 | 238             |
| 6e    | Juliane Wurm    | 20 (16e)                | 31 (11e)                | 43 (7e)                 | 34 (10e)                | 65 (3e)                 | 65 (3e)                 | 238             |
| 8e    | Mélanie Sandoz  | 37 (9e)                 | 40 (8e)                 | 17 (15e)                | 20 (16e)                | 47 (6e)                 | 47 (6e)                 | 191             |
| 9e    | Momoka Oda      | 34 (10e)                | 55 (4e)                 | 17 (15e)                | 40 (8e)                 | -                       | 43 (7e)                 | 189             |
| 10e   | Jain Kim        | 65 (3e)                 | -                       | -                       | 47 (6e)                 | 28 (12e)                | 31 (11e)                | 171             |

| - Vainqueur - 2e place - 3e place | - Finaliste - Demi-finaliste - Classé, dans les points | - Classé, hors des points - Disqualifié (Dq.) - N'a pas participé ( - ) |

### Vitesse
| Place | Grimpeur               | Étape de coupe du monde | Étape de coupe du monde | Étape de coupe du monde | Étape de coupe du monde | Étape de coupe du monde | Étape de coupe du monde | Total de points |
| Place | Grimpeur               | [ 33 ]                  | [ 34 ]                  | [ 35 ]                  | [ 36 ]                  | [ 37 ]                  | [ 38 ]                  | Total de points |
| ----- | ---------------------- | ----------------------- | ----------------------- | ----------------------- | ----------------------- | ----------------------- | ----------------------- | --------------- |
| 1er   | Stanislav Kokorin      | 26 (13e)                | 100 (1er)               | 51 (5e)                 | 55 (4e)                 | 100 (1er)               | 55 (4e)                 | 361             |
| 2e    | Danylo Boldyrev        | 40 (8e)                 | 80 (2e)                 | 20 (16e)                | 43 (7e)                 | 51 (5e)                 | 100 (1er)               | 314             |
| 3e    | Yaroslav Gontaryk      | 28 (12e)                | 65 (3e)                 | 100 (1er)               | -                       | 43 (7e)                 | 65 (3e)                 | 301             |
| 4e    | Sergei Sinitcyn        | 43 (7e)                 | 43 (7e)                 | 65 (3e)                 | 80 (2e)                 | 40 (8e)                 | 28 (12e)                | 271             |
| 5e    | Arseniy Shevchenko     | 51 (5e)                 | 51 (5e)                 | 37 (9e)                 | 34 (10e)                | 47 (6e)                 | 80 (2e)                 | 266             |
| 6e    | Evgenii Vaitcekhovskii | 34 (10e)                | 26 (13e)                | 80 (2e)                 | 28 (12e)                | 80 (2e)                 | 40 (8e)                 | 262             |
| 7e    | Libor Hroza            | 80 (2e)                 | 37 (9e)                 | 43 (7e)                 | 65 (3e)                 | 14 (19e)                | 31 (11e)                | 256             |
| 8e    | Sergei Abdrakhmanov    | 20 (16e)                | 47 (6e)                 | 40 (8e)                 | 47 (6e)                 | 65 (3e)                 | 51 (5e)                 | 250             |
| 9e    | Leonardo Gontero       | -                       | 14 (19e)                | 31 (11e)                | 100 (1er)               | 28 (12e)                | 43 (7e)                 | 216             |
| 10e   | Jedrzej Komosinski     | 37 (9e)                 | 28 (12e)                | 34 (10e)                | 51 (5e)                 | 24 (14e)                | 37 (9e)                 | 187             |

| - Vainqueur - 2e place - 3e place | - Finaliste - Demi-finaliste - Classé, dans les points | - Classé, hors des points - Disqualifié (Dq.) - N'a pas participé ( - ) |

| Place | Grimpeur             | Étape de coupe du monde | Étape de coupe du monde | Étape de coupe du monde | Étape de coupe du monde | Étape de coupe du monde | Étape de coupe du monde | Total de points |
| Place | Grimpeur             | [ 39 ]                  | [ 40 ]                  | [ 41 ]                  | [ 42 ]                  | [ 43 ]                  | [ 44 ]                  | Total de points |
| ----- | -------------------- | ----------------------- | ----------------------- | ----------------------- | ----------------------- | ----------------------- | ----------------------- | --------------- |
| 1re   | Alina Gaydamakina    | 100 (1re)               | 80 (2e)                 | 65 (3e)                 | 100 (1re)               | 40 (8e)                 | 51 (5e)                 | 396             |
| 2e    | Yuliya Levochkina    | 37 (9e)                 | 55 (4e)                 | 55 (4e)                 | 80 (2e)                 | 55 (4e)                 | 100 (1er)               | 345             |
| 3e    | Mariia Krasavina     | 80 (2e)                 | 34 (10e)                | 47 (6e)                 | 47 (6e)                 | 65 (3e)                 | 80 (2e)                 | 319             |
| 4e    | Edyta Ropek          | 43 (7e)                 | 40 (8e)                 | 100 (1re)               | 28 (12e)                | 80 (2e)                 | 43 (7e)                 | 306             |
| 5e    | Aleksandra Rudzińska | 51 (5e)                 | 100 (1er)               | -                       | -                       | 51 (5e)                 | 40 (8e)                 | 242             |
| 6e    | Esther Bruckner      | 20 (16e)                | 51 (5e)                 | -                       | -                       | 100 (1er)               | 65 (3e)                 | 236             |
| 7e    | Klaudia Buczek       | -                       | 26 (13e)                | 80 (2e)                 | 24 (14e)                | 43 (7e)                 | 37 (9e)                 | 210             |
| 8e    | Monika Prokopiuk     | 34 (10e)                | 14 (19e)                | 40 (8e)                 | 51 (5e)                 | 26 (13e)                | 55 (4e)                 | 206             |
| 9e    | Natalia Titova       | 65 (3e)                 | 65 (3e)                 | -                       | 65 (3e)                 | -                       | -                       | 195             |
| 10e   | Kseniya Polekhina    | 55 (4e)                 | 31 (11e)                | -                       | 55 (4e)                 | 47 (6e)                 | -                       | 188             |

| - Vainqueur - 2e place - 3e place | - Finaliste - Demi-finaliste - Classé, dans les points | - Classé, hors des points - Disqualifié (Dq.) - N'a pas participé ( - ) |

## Autres compétitions mondiales de la saison

### Championnats du monde d'escalade 2012

#### Difficulté

##### Hommes
| Étapes       | Lieu           | Or             | Argent      | Bronze     |
| ------------ | -------------- | -------------- | ----------- | ---------- |
| 12 septembre | Paris (France) | Jakob Schubert | Sean McColl | Adam Ondra |

##### Femmes
| Étapes       | Lieu           | Or               | Argent   | Bronze        |
| ------------ | -------------- | ---------------- | -------- | ------------- |
| 12 septembre | Paris (France) | Angela Eiter (4) | Jain Kim | Johanna Ernst |

#### Bloc

##### Hommes
| Étapes       | Lieu           | Or                        | Argent            | Bronze          |
| ------------ | -------------- | ------------------------- | ----------------- | --------------- |
| 12 septembre | Paris (France) | Dmitrii Sharafutdinov (3) | Kilian Fischhuber | Rustam Gelmanov |

##### Femmes
| Étapes       | Lieu           | Or             | Argent         | Bronze     |
| ------------ | -------------- | -------------- | -------------- | ---------- |
| 12 septembre | Paris (France) | Mélanie Sandoz | Olga Iakovleva | Anna Stöhr |

#### Vitesse

##### Hommes
| Étapes       | Lieu           | Or              | Argent      | Bronze           |
| ------------ | -------------- | --------------- | ----------- | ---------------- |
| 12 septembre | Paris (France) | Qixin Zhong (5) | Libor Hroza | Dmitrii Timofeev |

##### Femmes
| Étapes       | Lieu           | Or                | Argent         | Bronze         |
| ------------ | -------------- | ----------------- | -------------- | -------------- |
| 12 septembre | Paris (France) | Yuliya Levochkina | Iuliia Kaplina | Natalia Titova |

#### Combiné

##### Hommes
| Étapes       | Lieu           | Or          | Argent         | Bronze        |
| ------------ | -------------- | ----------- | -------------- | ------------- |
| 12 septembre | Paris (France) | Sean McColl | Thomas Tauporn | Cédric Lachat |

##### Femmes
| Étapes       | Lieu           | Or       | Argent        | Bronze         |
| ------------ | -------------- | -------- | ------------- | -------------- |
| 12 septembre | Paris (France) | Jain Kim | Cécile Avezou | Petra Klingler |